# Alicia Lagano
Alicia Lagano (Brooklyn, 26 marzo 1979) è un'attrice statunitense.

## Filmografia parziale

### Cinema
- Totem, regia di David DeCoteau (1999) - direct-to-video
- Dunsmore, regia di Peter Spirer (2000)
- Raspberry Heaven, regia di David Oas (2004)
- Believe in Me, regia di Robert Collector (2006)
- Albino Farm, regia di Joe Anderson e Sean McEwen (2009)

### Televisione
- La squadra del cuore (Hang Time) - un episodio (1999)
- The Truth About Jane - film TV (2000)
- All About Us - 13 episodi (2001)
- Rock Monster - film TV (2008)
- Prison Break - 2 episodi (2009)
- Dexter - 3 episodi (2009)
- CSI - Scena del crimine (CSI: Crime Scene Investigation) – serie TV, episodio 11x02 (2010)
- The Client List - Clienti speciali (The Client List) - 23 episodi (2012-2013)
- Il dubbio della verità (The Wrong Woman) - film TV (2013)
- Castle - serie TV, episodio 6x04 (2013)
- Grimm - 2 episodi (2014)

## Doppiatrici italiane
Nelle versioni in italiano delle opere in cui ha recitato, Alicia Lagano è stata doppiata da:
- Irene Di Valmo in CSI - Scena del crimine, Revenge, NCIS - Unità anticrimine
- Francesca Fiorentini in The Client List - Clienti speciali, Major Crimes
- Silvia Tognoloni in All About Us
- Rachele Paolelli in Castle
- Maia Orienti in Agents of S.H.I.E.L.D.